# Попенко-Коханий Микита Романович
Микита Романович Попенко-Коханий (12 березня 1900, Шкарівка — 2 квітня 1981, Київ) — український радянський художник; член Об'єднання молодих митців України у 1930—1932 роках і Спілки радянських художників України. Заслужений художник УРСР з 1972 року.

## Біографія
Народився 29 лютого [12 березня] 1900 року в селі Шкарівці (нині Білоцерківський район Київської області, Україна). Брав участь у Громадянській війні. 1930 року закінчив Київський художній інститут, де зокрема навчався у Федора Кричевського, Віктора Пальмова і Михайла Бернштейна.
Брав участь у німецько-радянській війні. Член ВКП(б) з 1948 року. Нагороджений орденом «Знак Пошани», медалями. Жив у Києві, в будинку на вулиці Леніна № 27, квартира № 15. Помер у Києві 2 квітня 1981 року.

## Творчість
Працював в галузі станкового живопису, графіки, мистецтва художнього оформлення. Серед робіт:
- графічна серія «Соціалістичний Донбас» (1929—1930);
- проєкти художнього оформлення павільйонів міжнародних виставок УРСР—Франція (1959—1960); УРСР—Югославія (1961) та інших;
- картони для гобеленів, плакати;

картини
- «Інваліди» (1929);
- «Микола Щорс на прийомі у Володимира Леніна» (1938);
- «Портрет Героя Радянського Союзу Гуденка» (1938);
- серія «Помстимось» (1942—1943);
- «Нескорена» (1947);
- «Портрет гуцулки Ярош» (1947; Бердянський художній музей імені Ісаака Бродського)[1];
- «Портрет Івана Франка» (1956);
- «Зародження монументальної пропаганди» (1979).

Брав участь у всеукраїнських виставках з 1930 року, всесоюзних — з 1940 року, зарубіжних — з 1959 року.